# Istrianis brucinella
Istrianis brucinella is een vlinder uit de familie tastermotten (Gelechiidae). De wetenschappelijke naam is voor het eerst geldig gepubliceerd in 1872 door Mann.
De soort komt voor in Europa.